# غادة عبد المنعم
غادة عبد المنعم هي كاتبة وأديبة مصرية. تعد أفضل من كتب للطفل المصري- كما ورد في إشادة جمعية كتاب الطفل بباريس. حصلت على جائزة سوزان مبارك عام 2000.

## النشأة والتعليم
ولدت غادة عبد المنعم في 12 كانون الأول/ديسمبر 1969 بقرية الزهايرة مدينة السنبلاوين بمحافظة الدقهلية في مصر، أديبة من جيل التسعينيات. تخرجت من كلية الآداب في جامعة سوهاج حيث حصلت على ليسانس الصحافة عام 1991. تتعدد أنشطتها الكتابية حيث تكتب الشعر والرواية والقصة القصيرة بالإضافة لأنها كاتبة مقال وناقدة سينمائية وسياسية، وصحفية وكاتبة أطفال ومترجمة.
أول سيدة مصرية تعمل بقسم الديسك الصحفي (إعادة كتابة المادة الصحفية). كانت أصغر سيدة عربية تتولى منصب رئيس تحرير - وذلك طبقا لما ورد في تصنيف نقابة الصحفيين المصرية - حيث تولت وهي لم تتم الثامنة والعشرين منصب رئيس تحرير لمجلة ( أطفال الراديو والتلفزيون) والتي كانت تصدر عن اتحاد الإذاعة والتلفزيون المصري والتى صدر العدد الأول منها عام 1997.
تشغل حاليا منصب نائب رئيس تحرير مجلة الإذاعة والتليفزيون المصرية والتى تعمل فيها منذ تخرجها من الجامعة. كما تشغل منصبي مدير التحرير والمدير الفني ل«مجلة ميدو» الصادرة عن مجلة الإذاعة والتلفزيون ( اتحاد الاذاعة والتلفزيون المصري) وهى مجلة شهرية للأطفال من سن 8 أعوام حتى 12 عاماً. رائدة من رواد حركة الكتابة الجديدة، وهي حركة شعرية بدأت في بدايات التسعينات من القرن الماضي، وتكتب عموداً صحفياً أسبوعياً يتناول الشؤون السياسية الدولية والمحلية تحت مسمى محاولة للفهم.

## المؤلفات
- ديوان «أنا» ديوان شعر صدر عام 1996 – صدر عن المجلس الأعلى للثقافة بمصر.
- حكايات السماء الزرقاء، صدر عام 2002 قصص للأطفال – صدر عن هيئة قصور الثقافة المصرية.
- أكثر من طريقة للموت، رواية صدرت عام 1998 رواية.
- حدث في بدء الخليقة، صدر عام 2007 وهو ترجمة عن اللغة الإنجليزية لمجموعة قصص من فلكولور الاينو، صدر عن هيئة قصور الثقافة المصرية.

## المناصب والتشريفات
- اتحاد الكتاب المصريين
- نقابة الصحفيين المصريين
- اتحاد كتاب ونقاد السينما
- جمعية كتاب وفناني القاهرة (أتيليه القاهرة)[1]